# Manuel Benavides (kommun)
Manuel Benavides är en kommun i Mexiko.   Den ligger i delstaten Chihuahua, i den norra delen av landet, 1 200 km norr om huvudstaden Mexico City. Antalet invånare är 1 601. Arean är 3 192 kvadratkilometer. Manuel Benavides gränsar till Presidio County, Ojinaga, Ciudad Camargo, Sierra Mojada, Ocampo och Brewster County. 
Terrängen i Manuel Benavides är huvudsakligen kuperad, men åt nordväst är den bergig.
Följande samhällen finns i Manuel Benavides:
- Manuel Benavides
- Álamos de San Antonio